# Grand Prix Formule 1 van San Marino 1994

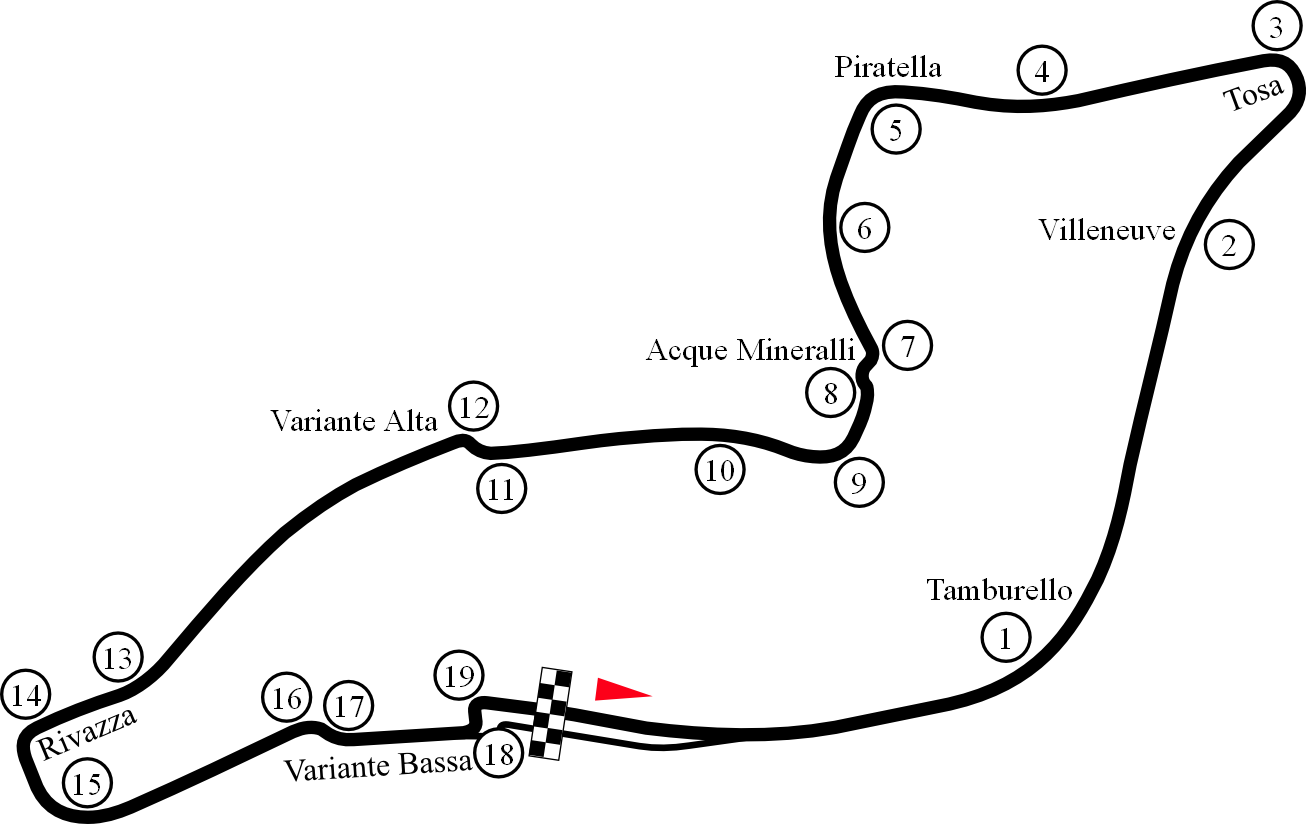
Het circuit van Imola

De Grand Prix Formule 1 van San Marino 1994 werd op 1 mei 1994 in Imola gehouden. Het weekend werd overschaduwd door de dodelijke ongelukken van Ayrton Senna en Roland Ratzenberger en een zware crash van Rubens Barrichello. Door deze ongelukken werden de jaren erna de wagens en circuits aangepast om ze veiliger te maken, bovendien werd het Head and Neck Support system in 2003 verplicht gesteld voor de rijders, in 2017 gevolgd door de halo, die de coureur moet beschermen tegen hoofdletsel.

## Verslag

### Kwalificatie

#### Vrijdag
Tijdens de eerste kwalificatiesessie maakte Rubens Barrichello een zware crash, toen zijn Jordan met een snelheid van tegen de 225 km/u over een kerbstone reed, waardoor hij gelanceerd werd. Hij raakte een bandenmuur en raakte bewusteloos. Zijn auto ging nog een aantal keer over de kop. De medische teams waren er snel bij en hij werd naar een ziekenhuis gebracht.

#### Zaterdag
Na twintig minuten in de kwalificatiesessie vloog Roland Ratzenberger uit de bocht in de Villeneuva Curva. Hij reed met zijn Simtek recht tegen de muur aan. De overlevingscel van zijn cockpit bleef grotendeels intact, maar de impact zorgde voor een schedelbreuk. Ratzenberger was in de ronde voor de crash over de kerbstones van de Acque Minerali chicane gereden, wat voor schade aan zijn voorvleugel zorgde. In plaats van terug te keren naar de pitsstraat, begon hij aan een nieuwe snelle ronde. Met hoge snelheid brak zijn voorvleugel af, waardoor hij de controle over zijn wagen verloor.
De kwalificatiesessie werd stopgezet. Bij aankomst in het ziekenhuis bleek Ratzenberger al aan zijn verwondingen overleden te zijn. Het was voor het eerst sinds 1982 (de Grand Prix van Canada) dat er een dodelijk ongeval plaatsvond in een race-weekend. Het was acht jaar geleden sinds het laatste dodelijk ongeval in de Formule 1, toen Elio de Angelis tijdens een testsessie op Paul Ricard Circuit stierf.
Ayrton Senna behaalde uiteindelijk de pole-position, met opnieuw Michael Schumacher naast hem. Gerhard Berger kwalificeerde zich als derde, en Senna's teammaat Damon Hill als vierde.

### Race

#### Eerste start

Tamburello-bocht op het circuit waar het dodelijke ongeluk met Senna gebeurde

Bij de eerste start bleef JJ Lehto stilstaan met zijn Benetton. Pedro Lamy kon deze wagen niet meer ontwijken en reed erachterop. Stukken van de wagens vlogen over het hek, waardoor negen toeschouwers gewond raakten. Hierdoor moest de safety car het circuit op komen. De lage snelheid waarmee de wagens achter de safety car moesten aanrijden, zorgde ervoor dat de banden van de wagens hun hitte verloren en een paar millimeter inkrompen, iets wat volgens experts kan hebben bijgedragen aan het ongeval.
Nadat het circuit was schoongemaakt, werd er een rollende start gemaakt. Toen Senna in ronde 7 door Tamburello stuurde, reed hij waarschijnlijk over een oneffenheid in het wegdek (terwijl de andere coureurs erlangs reden). Deze oneffenheid zorgde ervoor dat de bodemplaat van de wagen, die zich normaal slechts enkele millimeters boven het wegdek bevindt, het asfalt raakte. Hierdoor verdween alle downforce van de wagen, waardoor alle grip verdween. De Williams reed rechtdoor en boorde zich in de muur. Na het ongeval trof men een afgebroken stuurkolom in de auto van Senna aan. Waarschijnlijk is deze bij het ongeval gebroken. Er zijn echter ook theorieën die de gebroken stuurkolom aanwijzen als veroorzaker van het ongeval.
Na het ongeval werd de rode vlag gezwaaid om aan te geven dat de race gestopt was, waarna F1-dokter Sid Watkins Senna de nodige zorg op het circuit kon geven. Alle wagens moesten terugkeren naar de pits om de herstart af te wachten. Larrousse stuurde zijn rijder Érik Comas echter te vroeg op de baan, wat opnieuw tot enkele gevaarlijke situaties leidde. Hij was echter dermate geshockeerd na het zien van de plaats van het ongeluk, dat hij onmiddellijk opgaf. Senna werd naar het Maggiori Hospitaal in Bologna overgevlogen. Na 37 minuten werd de race herstart.

#### Tweede start
Gerhard Berger startte het best maar na 12 ronden reed Schumacher al opnieuw aan de leiding. Toen Schumacher in de pits ging, nam Nicola Larini kort de eerste plaats over, maar Schumacher ging opnieuw voorbij Larini tijdens zijn pitstop.
Tien ronden voor het einde kwam Michele Alboreto's wiel los in de pitstraat, waardoor drie Ferrari en een Lotus mecaniciens verwond werden en naar het hospitaal overgebracht dienden te worden.
Schumacher won de race, met achter hem Larini en Häkkinen. Larini behaalde zijn enige podiumplaats.

### Na de race
Twee uur en twintig minuten nadat Schumacher over de finish was gegaan, werd Senna doodverklaard. Het tijdstip van overlijden werd echter vastgesteld op 14:17, wat veronderstelt dat hij onmiddellijk dood moet zijn geweest. De doodsoorzaak was een stuk van de ophanging dat door Senna's helm gevlogen was. In de cockpit van de Williams van Senna werd een Oostenrijkse vlag gevonden, waarmee hij aan het einde van de race hulde had willen brengen aan Roland Ratzenberger.
Het circuit werd aangepast, waardoor het een stuk trager werd. Ook de reglementen voor het ontwerp van de wagens werd aangepast, waardoor er in 1995 sterk trager zou worden gereden. Ook de Grand Prix Drivers Association werd opnieuw opgericht, nadat deze in 1982 ontbonden was. Op die manier konden de rijders opnieuw hun belangen verdedigen en kregen inspraak in veiligheid.
Senna kreeg op 5 mei 1994 een staatsbegrafenis in São Paulo. Bijna iedereen uit de Formule 1-wereld ging naar de begrafenis, maar FIA-baas én mede-oprichter van het Simtek-team Max Mosley ging naar de begrafenis van Roland Ratzenberger op 7 mei 1994.

## Uitslag
| Positie | Nr | Rijder                | Team              | Ronden | Tijd/Opgave                              | Startplaats | Punten |
| ------- | -- | --------------------- | ----------------- | ------ | ---------------------------------------- | ----------- | ------ |
| 1       | 5  | Michael Schumacher    | Benetton-Ford     | 58     | 1'28:29.3                                | 2           | 10     |
| 2       | 27 | Nicola Larini         | Ferrari           | 58     | +54.942                                  | 6           | 6      |
| 3       | 7  | Mika Häkkinen         | McLaren-Peugeot   | 58     | +70.679                                  | 8           | 4      |
| 4       | 29 | Karl Wendlinger       | Sauber-Mercedes   | 58     | +73.658                                  | 10          | 3      |
| 5       | 3  | Ukyo Katayama         | Tyrrell-Yamaha    | 57     | +1 ronde                                 | 9           | 2      |
| 6       | 0  | Damon Hill            | Williams-Renault  | 57     | +1 ronde                                 | 4           | 1      |
| 7       | 30 | Heinz-Harald Frentzen | Sauber-Mercedes   | 57     | +1 ronde                                 | 7           |        |
| 8       | 8  | Martin Brundle        | McLaren-Peugeot   | 57     | +1 ronde                                 | 13          |        |
| 9       | 4  | Mark Blundell         | Tyrrell-Yamaha    | 56     | +2 rondes                                | 12          |        |
| 10      | 12 | Johnny Herbert        | Lotus-Mugen-Honda | 56     | +2 rondes                                | 20          |        |
| 11      | 26 | Olivier Panis         | Ligier-Renault    | 56     | +2 rondes                                | 19          |        |
| 12      | 25 | Éric Bernard          | Ligier-Renault    | 55     | +3 rondes                                | 17          |        |
| 13      | 9  | Christian Fittipaldi  | Arrows-Ford       | 54     | Gespind                                  | 16          |        |
| NF      | 15 | Andrea de Cesaris     | Jordan-Hart       | 49     | Gespind                                  | 21          |        |
| NF      | 24 | Michele Alboreto      | Minardi-Ford      | 44     | Wiel                                     | 15          |        |
| NF      | 10 | Gianni Morbidelli     | Arrows-Ford       | 40     | Motor                                    | 11          |        |
| NF      | 23 | Pierluigi Martini     | Minardi-Ford      | 37     | Gespind                                  | 14          |        |
| NF      | 31 | David Brabham         | Simtek-Ford       | 27     | Gespind                                  | 24          |        |
| NF      | 34 | Bertrand Gachot       | Pacific-Ilmor     | 23     | Motor                                    | 25          |        |
| NF      | 19 | Olivier Beretta       | Larrousse-Ford    | 17     | Motor                                    | 23          |        |
| NF      | 28 | Gerhard Berger        | Ferrari           | 16     | Ophanging                                | 3           |        |
| NF      | 2  | Ayrton Senna          | Williams-Renault  | 5      | Dodelijk ongeluk                         | 1           |        |
| NF      | 20 | Érik Comas            | Larrousse-Ford    | 5      | Opgave                                   | 18          |        |
| NF      | 6  | JJ Lehto              | Benetton-Ford     | 0      | Ongeluk                                  | 5           |        |
| NF      | 11 | Pedro Lamy            | Lotus-Mugen-Honda | 0      | Ongeluk                                  | 22          |        |
| DNS     | 32 | Roland Ratzenberger   | Simtek-Ford       |        | Dodelijk ongeluk tijdens de kwalificatie | 26          |        |
| NQ      | 14 | Rubens Barrichello    | Jordan-Hart       |        | Ongeluk tijdens testritten               | -           |        |
| NQ      | 33 | Paul Belmondo         | Pacific-Ilmor     |        | Blessure                                 | -           |        |

## Statistieken
| Pole-position | Ayrton Senna | Williams-Renault | 1:21.548 |
| Snelste ronde | Damon Hill   | Williams-Renault | 1:24.335 |

## Noot
- Dit was de vijfde snelste ronde voor Damon Hill.
- Eerste rondes als raceleider voor Mika Häkkinen.
- Eerste podiumplaats voor Nicola Larini.
- Vijfde Grand Prix-winst voor Michael Schumacher.

1981 · 1982 · 1983 · 1984 · 1985 · 1986 · 1987 · 1988 · 1989 · 1990 · 1991 · 1992 · 1993 · 1994 · 1995 · 1996 · 1997 · 1998 · 1999 · 2000 · 2001 · 2002 · 2003 · 2004 · 2005 · 2006